# Quest for Glory V: Dragon Fire
Quest for Glory V: Dragon Fire est un jeu vidéo de type action-RPG développé par Yosemite Entertainment et édité par Sierra On-Line, sorti en 1998 sur Windows et Mac.

## Accueil
- Adventure Gamers : 3/5[1]
- Jeuxvideo.com : 15/20[2]